# اخبرني انك تحبني
اخبرني انك تحبني (بالكورية: 사랑한다고 말해줘)؛ هو مسلسل تلفزيوني كوري جنوبي، من بطولة جونغ وو سونغ شين هيون بين، مقتبس من المسلسل الياباني الذي يحمل نفس الاسم "اخبرني انك تحبني" لعام 1995، عرض على قناة ENA في 27 نوفمبر الى 16 يناير 2014، تم بثه فترة ايام الإثنين والثلاثاء الساعة 21:00 (KST)، وهو متاحا على ديزني+ في مناطق مختارة.

## ملخص
تدور أحداث المسلسل حول قصة حب بين رسام ضعيف السمع اعتاد التعبير عن مشاعره من خلال الرسومات بدلا من الكلمات، وممثلة طموحة تعبر عن مشاعرها بصوتها.

## طاقم

### رئيسي
- جونغ وو-سونغ في دوو تشا جين-وو: شخص ضعيف السمع يشعر بالحرية في عالمه الهادئ وهو هادئ رغم التحيز ضده.[7]
- شين هيون-بين في دور جونغ مو-اون: امرأة تحترم ذاتها لأنها تحقق أحلامها وحبها بكل فخر.[5]

### داعم
- بارك جين جو بدور أوه جي يو: موظفة في مركز الفنون.[8]
- كيم جي هيون في دور سونغ سيو كيونغ: زميلة جين وو في الكلية وعشيقته السابقة.[9]
- لي جاي كيون بدور يون جو هان: ملحن مجتهد وصديق طفولة مو إيون.[10]
- شين جاي هوي بدور جونغ مو دام: الأخ الأصغر لمو إيون.[11]

## المشاهدات
ملاحظة: نظراً لتعطل موقع نيلسن المؤقت ، فإن تقييمات منظقة العاصمة، وعدد المشاهدين بالارقام بتاريخ ديسمبر غير معروفة.
| الموسم | الموسم | رقم الحلقة | رقم الحلقة | رقم الحلقة | رقم الحلقة | رقم الحلقة | رقم الحلقة | رقم الحلقة | رقم الحلقة | رقم الحلقة | رقم الحلقة | رقم الحلقة | رقم الحلقة | رقم الحلقة | رقم الحلقة | رقم الحلقة | رقم الحلقة  | المتوسط |
| الموسم | الموسم | 1          | 2          | 3          | 4          | 5          | 6          | 7          | 8          | 9          | 10         | 11         | 12         | 13         | 14         | 15         | 16          | المتوسط |
| ------ | ------ | ---------- | ---------- | ---------- | ---------- | ---------- | ---------- | ---------- | ---------- | ---------- | ---------- | ---------- | ---------- | ---------- | ---------- | ---------- | ----------- | ------- |
|        | 1      | 313        | 331        | 328        | 335        | 374        | 294        | غ/م        | غ/م        | غ/م        | غ/م        | غ/م        | غ/م        | 343        | 286        | 336        | ستُعلن لاحقًا | 411     |

| الحلقات | تاريخ البث      | تقييمات (نيلسن كوريا) | تقييمات (نيلسن كوريا) |
| الحلقات | تاريخ البث      | على الصعيد الوطني     | سيئول                 |
| ------- | --------------- | --------------------- | --------------------- |
| 1       | 27 نوفمبر 2023  | 1.515%                | 1.818%                |
| 2       | 28 نوفمبر 2023  | 1.800%                | 2.031%                |
| 3       | 4 ديسمبر 2023   | 1.678%                | 1.721%                |
| 4       | 5 ديسمبر 2023   | 1.989%                | 2.125%                |
| 5       | 11 ديسمبر 2023  | 1.902%                | 2.096%                |
| 6       | 12 ديسمبر 2023  | 1.757%                | 2.102%                |
| 7       | 18 ديسمبر، 2023 | 1.88%                 | غ/م                   |
| 8       | 19 ديسمبر 2023  | 1.597%                | غ/م                   |
| 9       | 25 ديسمبر، 2023 | 1.904%                | غ/م                   |
| 10      | 26 ديسمبر، 2023 | 2.125%                | غ/م                   |
| 11      | 1 يناير 2024    | 1.596%                | 1.763                 |
| 12      | 2 يناير 2023    | 1.495%                | 1.615                 |
| 13      | 8 يناير 2024    | 1.644%                | 2.011                 |
| 14      | 9 يناير 2024    | 1.532                 | 1.799%                |
| 15      | 15 يناير 2024   | 1.607%                | 1.884%                |
| 16      | 16 يناير 2024   | 1.762%                | 2.091%                |
| متوسط   | متوسط           | 1.736%                | %                     |

## الإنتاج

### ينتج
المسلسل من كتابة كيم مين جيونغ التي كتبت مسلسل ايقاع السحر (2022)، يعمل المخرج كيم يون-جين ومخرجة الموسيقى نام هاي سونغ معا بعد عامين من صيفنا الحبيب (2021)، ومن تخطيط قسم كي تي استوديو وانتاج من قبل استوديو-نيوز بجانب أرتيز استوديو.

### تصوير
وكان من المقرر أن يبدأ تصوير المسلسل في نهاية عام 2022.

## روابط خارجية
- الموقع الرسمي
 (بالكورية)
- اخبرني انك تحبنى على موقع IMDb (الإنجليزية)
- اخبرني انك تحبنى على موقع قاعدة بيانات الفيلم (الإنجليزية)
- اخبرني انك تحبني على هانسينما